# André Drege
André Drege (Ålesund, 4 mei 1999 – Heiligenblut am Großglockner, 6 juli 2024) was een Noors wielrenner. Hij verongelukte in 2024 tijdens een afdaling in de Ronde van Oostenrijk.

## Carrière
In augustus 2021 werd Drege zevende in de Himmerland Rundt en negende in de Skive-Løbet. Ruim een maand later werd hij zevende in de Gylne Gutuer.
In 2022 maakte Drege de overstap naar Team Coop, waar hij in het najaar van 2021 al stage had gelopen. In maart won hij de Grote Prijs van Rhodos, door zijn ploeggenoot Andreas Stokbro en Christian Koch voor te blijven in de sprint. In de vierde etappe in de Ronde van Noorwegen van dat jaar reed Drege, samen met vijf anderen, meer dan tweehonderd kilometer in de aanval, alvorens te worden teruggepakt door het peloton. Begin september won hij de Gylne Gutuer door solo als eerste over de streep te komen.
In maart 2023 won Drege het bergklassement in de tweedaagse Griekse etappekoers Visit South Aegean Islands. Later die maand werd hij, achter António Morgado en Andreas Miltiadis, derde in het eindklassement van de Ronde van Rhodos. In juni werd hij elfde in de door Gianluca Pollefliet gewonnen Memorial Philippe Van Coningsloo, een Belgische eendagskoers. In het najaar reed hij nog enkele Belgische eendagskoersen, zowel op nationaal- als UCI-niveau. In de Memorial Fred De Bruyne kwam hij als eerste over de finish.
In het voorjaar van 2024 was Drege goed voor zeven overwinningen. Hij won onder andere de eindklassementen van de Griekse wedstrijden Visit South Aegean Islands en de Ronde van Rhodos. In het Circuit des Ardennes won hij de openingsrit. De leiderstrui die hij daaraan overhield moest hij een dag later afstaan aan Thibaud Gruel. Zo'n drie maanden na zijn laatste overwinning, de vijfde etappe in de Ronde van Loir-et-Cher, sloeg het noodlot toe voor de 25-jarige wielrenner. Tijdens de vierde etappe van de Ronde van Oostenrijk maakte hij een zware val tijdens de afdaling van de Großglocknerpas richting Heiligenblut en bezweek dezelfde dag aan zijn verwondingen. Een dag later werd de slotrit van de zesdaagse wielerwedstrijd geannuleerd en in de plaats daarvan werd een herdenkingsrit georganiseerd als eerbetoon voor Drege.

## Overwinningen
2022
Grote Prijs van Rhodos
Gylne Gutuer
2023
Bergklassement Visit South Aegean Islands
Memorial Fred De Bruyne
2024
1e en 2e etappe Visit South Aegean Islands
Eindklassement Visit South Aegean Islands
Proloog Ronde van Rhodos
Eindklassement Ronde van Rhodos
1e etappe Circuit des Ardennes
5e etappe Ronde van Loir-et-Cher

## Ploegen
- 2021 –  Team Coop (stagiair vanaf 1 augustus)
- 2022 –  Team Coop
- 2023 –  Team Coop-Repsol
- 2024 –  Team Coop-Repsol